# Tyrannochthonius semihorridus
Espèce
Synonymes
- Morikawia semihorrida Beier, 1969

Tyrannochthonius semihorridus est une espèce de pseudoscorpions de la famille des Chthoniidae.

## Distribution
Cette espèce est endémique du Queensland en Australie. Elle se rencontre sur le mont Nebo.

## Publication originale
- Beier, 1969 : Neue Pseudoskorpione aus Australien. Annalen des Naturhistorischen Museums in Wien, vol. 73, p. 171-187.